# Voldsmonopol
|  | Sammenskrivningsforslag Artiklen Magtmonopol er foreslået føjet ind i Voldsmonopol. (Siden april 2018) Diskutér forslaget |

Voldsmonopol (betegnes også Monopol på legitim fysisk vold) er et begreb, som især anvendes i statskundskab og i juridisk litteratur. Litteraturen henviser ofte til Max Webers definition af dette begreb fra 1921: 
"En stat er en realitet, hvis og for så vidt dens embedsvæsen effektivt formår at opretholde monopolet på legitim fysisk tvang." 
Voldsmonopolet bygger på en statsretslig forudsætning om statens overherredømme:
| Citat | Forestillingen om en statspersonlighed, altså staten som uafhængig aktør, hævet over retlige, sociale og ideologiske bindinger, hvis væsen er magt, og hvis formål er den selv, bliver først fuldt ud forståelig og logisk sammenhængende på baggrund af idealistisk filosofi, hvor det giver mening at tale om stater og nationer som individer. | Citat |
|       | |       |

På tysk lyder citatet: "Staat ist diejenige menschliche Gemeinschaft, welche innerhalb eines bestimmten Gebietes – dies: das »Gebiet«, gehört zum Merkmal – das Monopol legitimer physischer Gewaltsamkeit für sich (mit Erfolg) beansprucht."

Dette monopol sikrer både statens suverænitet og dens interesser og gør det muligt at implementere de beslutninger, der bliver taget på vegne af borgerne. Voldsmonopolet kan delegeres til underordnede instanser, typisk militær og politi. Denne type delegering giver de underordnede instanser magtmonopol.  Den legitime vold er udadtil begrænset, hvis staten har afgivet suverænitet til overstatslig myndighed.  Folkeretten griber for eksempel ind i staternes ret til at anvende tortur mod egne borgere.